# Joseph Vandrisse
Le père Joseph Vandrisse, né à Tourcoing le 30 avril 1927 et mort à Bry-sur-Marne (Val-de-Marne) le 31 mars 2010, est un prêtre catholique et un journaliste français. Il a notamment été le correspondant permanent au Vatican du journal Le Figaro, de 1974 à 2002.

## Biographie
Joseph Vandrisse naît à Tourcoing le 30 avril 1927. Après des études de philosophie au séminaire de Merville, en 1945, puis de théologie, à Altkirch, l'année suivante, il effectue son noviciat en Tunisie. En 1950, il est ordonné prêtre à Lille, après une prestation de serment à Carthage.
En 1951, il part pour 12 ans au Liban où, entre autres, il exerce les fonctions de directeur du séminaire de Rayak (à partir de 1954), donne des cours de littérature (de 1951 à 1958), étudie un an l'arabe chez les Jésuites de Bikfaya (1959 - 1960) et fonde, en 1951, la revue Courrier Sainte-Anne, dont il est le directeur jusqu'en 1966.
Après avoir exercé la prêtrise à la paroisse melkite de Saint-Julien le Pauvre, à Paris (de 1963 à 1966), il intègre la commission missionnaire du Centre National des Vocations. À ce titre, il repart au Liban en 1971 et y reste jusqu'en 1974. En 1973, il est repéré par le journaliste Jean Bourdarias, responsable du secteur religions au Figaro, qui en fait l'un des correspondants du quotidien au Liban, spécialisé dans le domaine religieux.
En 1974, il est nommé correspondant permanent du Figaro au Vatican, et le reste jusqu'en 2002. Il entame alors une carrière journalistique, et, au fil des ans, collabore également avec Ouest-France, Famille Chrétienne, La Liberté de Fribourg, ainsi qu'avec les radios RTL, Radio Notre-Dame, ou encore Radio Espérance. 
Rentré à Paris en 2002, il intègre la Société des missionnaires d'Afrique (les Pères Blancs), puis, à partir de 2003, reprend ses émissions à Radio Notre-Dame et à Radio Espérance, entame une collaboration avec la chaîne de télévision KTO, et publie en 2003 un livre intitulé Ce jour-là, Jean-Paul II. 
Il se retire en janvier 2010 à Bry-sur-Marne, où il meurt le 31 mars 2010.

## Décoration
- Chevalier de la Légion d'honneur (le 14 juillet 1993)

## Publication
- Ce jour-là, Jean-Paul II, Éditions Perrin, 2003.